# FCM 36
L'FCM 36 (Char léger Modèle 1936 FCM) è stato un carro armato leggero francese, ideato per rimpiazzare il Renault FT nel compito di sostegno alla fanteria e prodotto dalla Société nouvelle des Forges et Chantiers de la Méditerranée (FCM). L'alto costo del singolo mezzo causò una produzione modesta e il veicolo ebbe un'effimera carriera durante la campagna del 1940. Catturato in alcuni esemplari dai tedeschi, fu da questi riutilizzato come base semovente.

## Storia

### Sviluppo
Nel 1926 fu emanato in Francia un programma di sviluppo che prevedeva la produzione di massa di carri armati leggeri ed economici, al fine di meccanizzare adeguatamente le forze di cavalleria e sostituire l'obsoleto Renault FT. Tra le varie aziende la Renault propose il Char D1, che però non aveva costi contenuti ed era classificabile più come carro medio; dopo le esercitazioni combinate svoltesi tra il 1932 e il 1933, fu diffuso un piano che invitava le industrie nazionali a presentare le rispettive idee. In tutto risposero diciassette ditte e cinque riuscirono ad assicurarsi i fondi per proseguire le ricerche. Ognuna elaborò poi un prototipo, ma solo tre furono accettati: quello della Hotchkiss (che sarebbe divenuto l'Hotchkiss H35), quello della Renault (il futuro Renault R35) e quello della FCM, che sebbene più costoso degli altri due aveva caratteristiche decisamente innovative.
Nel marzo del 1934 fu completato un simulacro in legno, seguito da un prototipo terminato nel 1935, pesante 10 tonnellate a vuoto e mosso da un motore costruito sotto licenza della ditta britannica Ricardo. La priorità accordata al nuovo carro era inferiore a quella garantita agli altri due progetti, evolutisi rapidamente in mezzi definitivi che andarono ad armare le divisioni meccanizzate francesi: la proposta della FCM fu accettato solo durante il 1936 e la produzione iniziò addirittura ai primi del 1938. La denominazione militare del mezzo era Char Léger FCM Modèle 1936, abbreviata in FCM 36.

### Produzione
Quando l'esercito francese ordinò i primi FCM 36, la ditta appose a ogni singolo mezzo un prezzo esorbitante, perciò i comandi si rassegnarono a richiederne solo 100. Il primo lotto cominciò a essere fabbricato ai primi del 1938, a maggio fu consegnato il primo esemplare e a marzo 1939 la produzione terminò. Poco dopo fu stanziato un secondo ordine di 200 unità, ma la FCM raddoppiò il già proibitivo costo dei carri e la richiesta fu annullata.

### Impiego operativo

#### Armée de terre
Entrati in servizio durante il maggio 1938, furono più tardi schierati nel 4º e 7º BCC (Bataillon de Chars de Combat): ognuna delle due formazioni contava 40 FCM come forza direttamente impiegabile più altri cinque carri al quartier generale; tali due unità erano anche conosciute come BCL (Bataillon de Chars Légers), uniche nel loro genere. Esse costituirono assieme a un battaglione di Renault R35 la riserva corazzata della 2ª Armata, posta a difesa delle Ardenne e di Sedan. Il 14 maggio 1940 i carri furono lanciati contro il cuneo blindato tedesco che il giorno precedente aveva sfondato nel settore stabilendo una testa di ponte oltre la Mosa; è noto però che almeno il 7º BCC dotò ognuno dei suoi mezzi di soli 12 proiettili AP ("Armour Piercing", cioè perforanti), secondo i dettami di impiego del veicolo che prevedevano l'appoggio della fanteria e non il contrasto dei corazzati. La battaglia che ne derivò fu comunque peculiare: i vecchi cannoni SA 18 da 37 mm dei francesi non riuscivano a penetrare le corazze dei Panzer III, mentre il più moderno pezzo da 37 mm che equipaggiava i carri tedeschi ebbe grandi difficoltà a trapassare le spesse piastre inclinate degli avversari; ma, come spesso accadeva nelle lotte tra corazzati, il combattimento si svolse a brevissima distanza, alla fine i più esperti Panzer ebbero la meglio e i carri francesi, esaurite le munizioni e con gli equipaggi spossati, si ritirarono lasciando sul campo 26 mezzi.

#### Heer
Terminata vittoriosamente la campagna di Francia, i tedeschi catturarono 50 FCM 36. Ridenominati come Panzerkampfwagen FCM 737 (f) non furono integrati in nessuna formazione dell'esercito e rimasero nei depositi per anni. Solo all'inizio del 1943 un ufficiale di stanza a Parigi, Alfred Becker, cominciò a saccheggiare le giacenze di vecchio materiale bellico francese per riutilizzare gli obsoleti scafi come base per l'artiglieria, realizzando veicoli che avrebbero rimpinguato le decrepite forze d'occupazione in vista di attacchi alleati. Dieci FCM 36 ebbero al posto di sovrastruttura e torretta una casamatta aperta con un cannone anticarro 7,5 cm PaK 40, divenendo così improvvisati cacciacarri: simili blindati ebbero la denominazione 7,5 cm PaK 40 (Sf.) auf Geschützwagen FCM (f), più noti come Marder I; il peso eccessivo della nuova impostazione rese però i mezzi lenti e sottopotenziati perché non si era provveduto a migliorare l'apparato motore. Su altri 10 carri, nel 1942, era stato invece installato un obice le FH 18 da 105 mm trasformandoli in semoventi d'artiglieria.
Tutti i veicoli convertiti furono compresi nel 200. Sturmabteilung facente parte della 21. Panzer-Division. La totalità dei semoventi prese parte ai feroci combattimenti che seguirono lo sbarco in Normandia, mettendosi positivamente in luce; utilizzati per lo più durante l'Operazione Goodwood, furono via via distrutti e nessuno sopravvisse.

## Caratteristiche
Rispetto a molti altri carri contemporanei, l'FCM 36 era all'avanguardia per certi aspetti: lo scafo, ottenuto mediante saldatura, era protetto frontalmente da 30 mm d'acciaio, da 20 mm su fianchi e retro, mentre la torretta presentava su tutti i lati (tetto escluso) piastre da 40 mm. Al telaio furono poi applicate lamiere aggiuntive da 10 mm rispettando l'originale inclinazione compresa tra i 30° e i 45°: ciò garantiva un'accresciuta resistenza ed evitava la presenza di angoli e spigoli, possibili "trappole per proiettili". Ancora, l'apparato motore era diesel invece che alimentato a benzina ed era stata dimostrata l'ermeticità del mezzo al gas, cosa che interessò subito i militari, memori delle stragi chimiche della prima guerra mondiale.
La dotazione offensiva non era però all'altezza delle eccellenti qualità difensive: concentrata in una torretta APX monoposto dalla forma ottagonale, consisteva in un antiquato cannone Puteaux SA 18 da 37 mm e in una mitragliatrice MAC 1931C (Reibel) da 7,5 mm a brandeggio manuale. Pare comunque che alcuni FCM fossero dotati del pezzo pari calibro SA 38 lungo 33 calibri (L/33), quindi efficace contro corazze di non grande spessore.

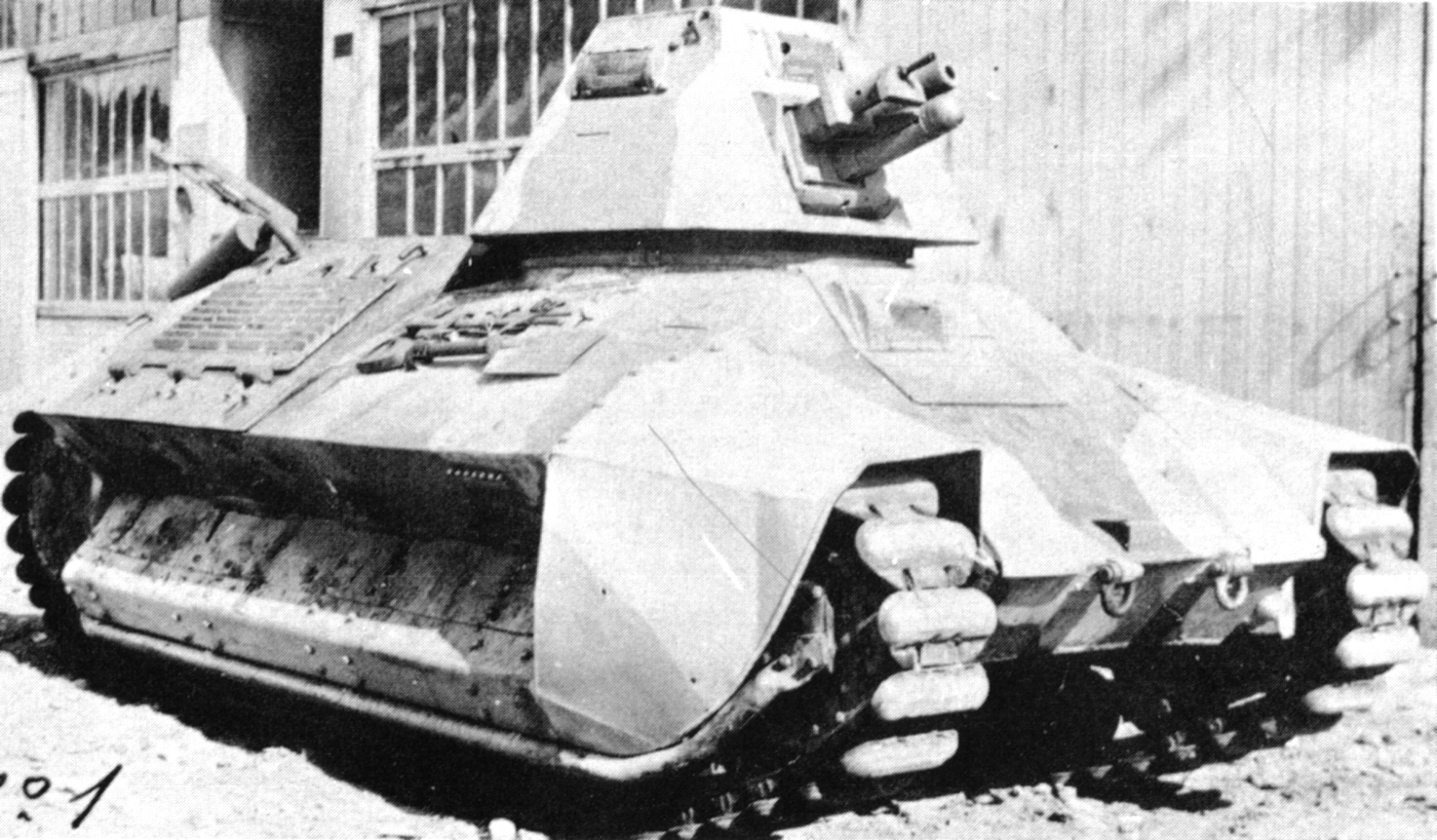
Il prototipo dell'FCM 36; da notare le coperture anteriori dei cingoli, successivamente rimosse

Un secondo fattore che inficiava gravemente le potenzialità del mezzo era l'equipaggio, di soli 2 uomini, poiché era stato pensato per accompagnare la fanteria, compito certo meno frenetico che non combattere altri mezzi corazzati. Il comandante, unico occupante della torretta, era oberato dai compiti che gli erano assegnati: dare ordini al pilota, coordinarsi con i veicoli amici (tramite bandierine opportunamente sporte dalla cupola fissa), caricare e adoperare l'armamento, senza contare che mancavano completamente interfoni per le comunicazioni interne e radio per mettersi in contatto con gli altri carri amici. Il guidatore sedeva nella parte frontale dello scafo e poteva usufruire di un visore: aperto quando non si era in zona di combattimento, veniva chiuso durante una battaglia e il pilota passava ad adoperare una feritoia coadiuvata da un iposcopio.
Il treno di rotolamento era uguale a quello del carro pesante Char B1, composto per lato da quattro carrelli con due ruote ciascuno, vincolati a sospensioni a molle elicoidali; davanti a tutte le ruote così accoppiate era stata aggiunta una singola ruota indipendente, con propri ammortizzatori. La ruota di rinvio era in posizione anteriore e mentre la ruota motrice dentata era sita posteriormente: su tale sistema vennero adottati correvano cingoli larghi 320 mm a guide esterne. L'apparato motore, situato nel vano posteriore dello scafo, era un Berliet a 4 cilindri capace di erogare 91 hp: servito da un serbatoio da 260 litri, garantiva al mezzo un'autonomia di 225 chilometri ma una velocità massima di soli 24 km/h; il cambio cui era collegato forniva 5 marce avanti e una retromarcia e si ingranava alla trasmissione anteriore. Il peso totale del carro era di 12,2 tonnellate.